# Nobuhiro Takeda
Nobuhiro Takeda (japonsko 武田 修宏), japonski nogometaš, * 10. maj 1967.
Za japonsko reprezentanco je odigral 18 uradnih tekem.